# Stresa
Stresa é uma comuna italiana da região do Piemonte, província do Verbano Cusio Ossola, com cerca de 4.820 habitantes. Estende-se por uma área de 33 km², tendo uma densidade populacional de 146 hab/km². Faz fronteira com Baveno, Belgirate, Brovello-Carpugnino, Gignese, Gravellona Toce, Laveno-Mombello (VA), Leggiuno (VA), Lesa (NO), Omegna, Verbania.

## Demografia
| Variação demográfica do município entre 1861 e 2011                               |
|                                                                                   |
| Fonte: Istituto Nazionale di Statistica (ISTAT) - Elaboração gráfica da Wikipedia |